# Новосілки (Коростенський район)
Новосі́лки (колишня назва Новосілка ) — село в Україні, в Коростенському районі Житомирської області. Входить до складу Овруцької міської громади. Населення становить 44 осіб.

## Історія
У 1906 році Новосілка, село Гладковицької волості Овруцького повіту Волинської губернії. Відстань від повітового міста 15 верст, від волості 15. Дворів 25, мешканців 158.

## Відомі люди
- Єреміїв Михайло Михайлович — член Української Центральної Ради.